# Oxyopes abebae
Oxyopes abebae är en spindelart som beskrevs av Embrik Strand 1906. Oxyopes abebae ingår i släktet Oxyopes och familjen lospindlar. Inga underarter finns listade i Catalogue of Life.